# 栗駒耕英岩魚丼
栗駒耕英岩魚丼（くりこまこうえいいわなどん）は、宮城県栗原市栗駒耕英地域のご当地丼。栗駒山麓の清流で育ったイワナを用いた丼物である。
提供する店舗によって、イワナは蒲焼き風に調理したもの、鶏卵でとじたもの、天ぷらにしたものなどさまざまである。
宮城県栗原市の栗駒耕英地域は、日本で初めてイワナの養殖に成功した地でもある。そのイワナを使った丼物が栗駒耕英岩魚丼である。
2022年時点では、4店舗で提供されている。
2022年に『生活ガイド.com』が発表した「『ご当地どんぶりランキング』トップ10」では9位となった。